# 穆孟姬
穆孟姬（?—?），齐灵公的妾夫人，齐景公的母亲。
叔孙侨如在齐国的时候，齐国的公子叔孙还把叔孙侨如的女儿穆孟姬嫁给齐灵公，受到宠爱，生了公子杵臼，即后来的齐景公。前532年，齐景公把莒地旁边的城邑赐给陈桓子，他辞谢了。穆孟姬为他请求高唐，陈氏开始昌大。